# Balș (Olt)
Pour les articles homonymes, voir Balș.
Balș est une ville roumaine du județ d'Olt, dans la région historique de Valachie et dans la région de développement du Sud-ouest.

## Géographie
La ville de Balș est située en Olténie, dans l'ouest du județ, à la limite avec le județ de Dolj, sur l'Olteț (en), dans la plaine valaque, à 25 km au sud-ouest de Slatina, le chef-lieu du județ et à 25 km à l'est de Craiova.
La municipalité est composée de la ville de Balș et des trois villages suivants :
- Corbeni ;
- Româna ;
- Teiș.

## Étymologie
Trois hypothèses existent sur les origines du nom de la ville :
1. Balș dériverait du nom d'un ruisseau Balșita ;
2. Balș dériverait du turc baliş, qui signifie miel ;
3. Balș dériverait du nom d'un boyard.

## Histoire
La ville a été fondée au milieu du XVe siècle mais la première mention écrite date de 1564, dans un document faisant état de sa donation en fief à un boyard nommé Oprea.
À la fin du Moyen Âge, Balș, située dans une riche plaine agricole, était déjà un marché florissant. Lorsqu'en 1875, la ligne de chemin de fer Craiova-Bucarest est ouverte, le développement de la ville prend un nouvel essor.
En 1921, Balș obtient le statut de ville et de 1954 à 1968, elle est la résidence du rayon de Balș.

## Politique
| Parti | Parti                           | Sièges |
| ----- | ------------------------------- | ------ |
|       | Parti social-démocrate (PSD)    | 9      |
|       | Parti national libéral (PNL)    | 8      |
|       | Parti Mouvement populaire (PMP) | 2      |

## Démographie
Lors du recensement de 2011, 88,12 % de la population se déclarent roumains, 3,35 % comme roms (8,46 % ne déclarent pas d'appartenance ethnique et 0,86 % déclarent appartenir à une autre ethnie).
En 2002, la composition religieuse de la commune était la suivante :
- Chrétiens orthodoxes, 99,25 % ;
- Adventistes du septième jour, 0,25 % ;
- Baptistes, 0,16 %.

## Éducation
Balș possède un lycée technique, un lycée général et un lycée agricole.

## Économie
La ville est un centre commercial et administratif. L'agriculture joue un grand rôle dans l'économie locale.

## Communications

### Routes
Balș est située sur la route nationale DN65 (Route européenne 70) Craiova-Slatina-Pitești-Bucarest.

### Voies ferrées
La ville est desservie par la ligne de chemin de fer Craiova-Piatra-Olt-Slatina-Pitești.

## Lieux et monuments
- Monastère Mainești.
- Le pont de 120 mètres sur l'Olteț consu de Jules Goüin, part de la ligne de chemin de fer de Pitești-Craiova ouverte en janvier 1875; aujourd'hui utilisé seulement pour la circulation piétonne.